# Le Touquet-Paris-Plage
Le Touquet-Paris-Plage (in dialetto piccardo Ech Toutchet-Paris-Plage), detto spesso semplicemente Le Touquet, è un comune francese di 5 149 abitanti situato nel dipartimento del Passo di Calais nella regione dell'Alta Francia.
La cittadina, situata alla foce della Canche nella Manica, è una nota e lussuosa stazione balneare e turistica della Côte d'Opale, fondata nel 1876 e che ospita molti alberghi di lusso ed è meta frequentata da ricchi parigini.

## Società

### Evoluzione demografica
Abitanti censiti